# فيليبي تورنتو
فيليبي تورنتو (بالفرنسية: Philippe Torreton)‏ هو ممثل فرنسي، ولد في 13 أكتوبر 1965 بروان في فرنسا. من الجوائز التي نالها جائزة سيزار لأفضل ممثل سنة 1997 وLumière Award for Best Actor ‏ سنة 2000.

## جوائز
- جائزة سيزار لأفضل ممثل (1997)
- Lumière Award for Best Actor [الإنجليزية]‏ (2000)

## وصلات خارجية
- فيليبي تورنتو على موقع IMDb (الإنجليزية)
- فيليبي تورنتو على موقع قاعدة بيانات الأفلام العربية
- فيليبي تورنتو على موقع ألو سيني (الفرنسية)
- فيليبي تورنتو على موقع ميوزك برينز (الإنجليزية)
- فيليبي تورنتو على موقع أول موفي (الإنجليزية)
- فيليبي تورنتو على موقع قاعدة بيانات الأفلام السويدية (السويدية)
- فيليبي تورنتو على موقع إن إن دي بي (الإنجليزية)
- فيليبي تورنتو على موقع قاعدة بيانات الفيلم (الإنجليزية)
- فيليبي تورنتو على موقع كينوبويسك (الروسية)